# Johann Georg Wunderlich
Johann Georg Wunderlich, född 1755 i Bayreuth, död 1819 i Paris, var en tysk flöjtist.
Wunderlich var från 20 års ålder elev till Félix Rault i Paris. År 1779 framträdde han i concerts spirituels, 1782 anställdes i kungliga kapellet och vid Stora Operan, 1794 tillika som förste flöjtlärare vid Pariskonservatoriet. Han komponerade bland annat flöjtsonater, dels med bas, dels med fagott, sex divertissement, sex duor för två flöjter, för flöjt med fem klaffar sex solon och 64 etyder i alla tonarter. Han fullbordade även en flöjtskola som påbörjats av Antoine Hugot.